# 水上剣星
水上 剣星（みかみ けんせい、1984年4月2日 - ）は、日本の俳優。東京都出身。妻は女優の野波麻帆。特技は英会話。研音退所後フリーランスとして活動。

## 略歴
15歳の時に祐真朋樹にスカウトされモデルデビュー。数々のファッション誌に登場している。趣味は作曲でサンプラーをメインに使用していた。カメラでのスチール、動画も撮る。自身のブランドのルック、イメージムービーは全て本人が撮影している。
18歳から23歳までアメリカ・ニューヨークのローワーイーストに住んでいた。ニューヨーク在住で中国人が経営するフードデリバリーサービスのバイトをしていた際にアパレルショップのマネージャーの誘いを受けアパレル関係の仕事をアメリカで始め生計を立てていた。
2009年10月期の『東京DOGS』でドラマデビュー。以降、8クール連続で連続ドラマに出演している。2010年公開の『BECK』で映画デビューする。
2016年、自身のキッズブランド「himher（ヒムハー）」を立ち上げた。
2017年9月から2018年8月まで放送された、『仮面ライダービルド』にて氷室幻徳 / ナイトローグ / 仮面ライダーローグ役で出演した。
2019年3月を以って、所属事務所・研音グループを離れることを発表した。
2021年10月にローンチされたアウトドアブランドCLIMBERS CLIMAXのブランドディレクションを担当している。

## 人物
2012年12月上旬、女優の野波麻帆とできちゃった結婚。2013年6月29日に第1子女児、2015年9月16日に第2子女児が誕生した。
苦手な食べ物は蕎麦（体質的に食べられない）だが、犬飼貴丈と仮面ライダー関係の仕事で福岡に行った際、夕食に博多ラーメンを期待していたところ、犬飼にわざと蕎麦屋に連れて行かれ、蕎麦を食べれないため仕方なくサイドメニューのおにぎりを食べているところをニヤニヤしながら観察された。

## 出演

### テレビドラマ
- 東京DOGS（2009年10月19日 - 12月21日、フジテレビ） - 甲斐崎ヒロト 役
- ブラッディ・マンデイ Season2（2010年1月23日 - 3月20日、TBS） - 槙村慎二 役
- 月の恋人〜Moon Lovers〜（2010年5月10日 - 7月5日、フジテレビ） - 小泉桂一 役
- GOLD（2010年7月8日 - 9月16日、フジテレビ） - 早乙女修一 役
- ギルティ 悪魔と契約した女（2010年10月12日 - 12月21日、関西テレビ・フジテレビ系） - 鶴見真人 役
- デカワンコ（2011年1月15日 - 3月26日、日本テレビ） - デューク・タナカ 役
  - デカワンコ ちょっとだけリターンズ（2011年4月30日）
  - デカワンコ新春スペシャル（2012年1月7日）
- マッスルガール!（2011年4月20日 - 6月22日、TBS / 4月24日 - 6月26日、MBS） - 郷原光司 役
- 華和家の四姉妹（2011年7月10日 - 9月18日、TBS） - 柴田恭造 役
- ボクら星屑のダンス（2011年10月6日、テレビ東京） - 早川康夫 役
- 幸福の黄色いハンカチ（2011年10月10日、日本テレビ） - 洋介 役
- 最高の人生の終り方〜エンディングプランナー〜 第1話 - 第9話（2012年1月12日 - 3月8日、TBS） - 長峰潤 役
- 宮部みゆき・4週連続“極上”ミステリー 第二夜 スナーク狩り（2012年5月14日、TBS） - 国分慎介 役
- 遺留捜査 第2シリーズ 第2話（2012年7月26日、テレビ朝日） - 岸田祐介 役
- 宮部みゆきミステリー パーフェクト・ブルー（2012年10月8日 - 12月17日、TBS） - 宮本俊一 役
- 信長のシェフ 第2話（2013年1月18日、テレビ朝日） - 北畠具房 役
- たべものがたり 彼女のこんだて帖 第4回（2013年3月3日、NHK BSプレミアム） - 円山千香子の彼 役
- 水曜ミステリー9（テレビ東京）
  - 監察医・篠宮葉月 死体は語る13（2013年6月19日） - 添田和夫 役
  - ガンリキ3 警部補・鬼島弥一（2013年7月10日） - 北川重行 役
  - 犯罪科学分析室 電子の標的3（2017年2月1日） - 光本雅史 役
- なるようになるさ。 第1話（2013年7月12日、TBS） - 長島至 役
  - なるようになるさ。第2シリーズ 第3話 - 第6話（2014年5月6日 - 27日）
- 土曜ワイド劇場（テレビ朝日）
  - 火災調査官・紅蓮次郎（2014年1月25日） - 佐伯康平 役
  - 西村京太郎トラベルミステリー61 越後・会津殺人ルート（2014年3月22日） - 早見明 役
  - ショカツの女12 新宿西署 刑事課強行犯係（2016年7月9日、ABC） - 三上信也 役
- 鼠、江戸を疾る 第5回（2014年2月6日、NHK総合） - ご主人様 役
- ST 赤と白の捜査ファイル（2014年7月16日 - 9月17日、日本テレビ） - 牧村真司 役
- 撃墜 3人のパイロット 後編（2014年8月16日、NHK BSプレミアム） - 坂井三郎 役
- きょうは会社休みます。（2014年10月15日 - 12月17日、日本テレビ） - 鮫島栄彦 役
- まっしろ（2015年1月13日 - 3月17日、TBS） - 小村真人 役
- 37.5℃の涙（2015年7月9日 - 9月17日、TBS） - 杉崎優樹 役
- 月曜ゴールデン SP 八剱貴志（2015年8月31日、TBS） - 天野 役
- 金曜プレミアム 私という名の変奏曲（2015年10月2日、フジテレビ） - 大西誠二 役
- ドクター調査班〜医療事故の闇を暴け〜 第5話 - 最終話（2016年5月20日 - 6月3日、テレビ東京） - 碓井永吾 役
- 営業部長 吉良奈津子 第5話・第6話（2016年8月18日・25日、フジテレビ） - 大泉智彦 役
- 黒い十人の女（2016年9月29日 - 12月2日、読売テレビ・日本テレビ系） - 浦上紀章 役
- リテイク 時をかける想い 第5話（2017年1月7日、東海テレビ・フジテレビ系） - 中松 役
- スリル!黒の章〜弁護士・白井真之介の大災難 第3回（2017年3月12日、NHK BSプレミアム） - 岡村浩一 役
- 緊急取調室 SECOND SEASON 第8話・最終話（2017年6月8日・15日、テレビ朝日） - 神木進次郎 役
- 仮面ライダービルド（2017年9月3日 - 2018年8月26日、テレビ朝日） - 氷室幻徳 / ナイトローグ / 仮面ライダーローグ 役[7]
- 不能犯（2017年12月22日 - 2018年1月12日、dTV / 2018年1月17日 - 2月7日、カンテレ） - 木島功 役
- 深夜のダメ恋図鑑 第4夜（2018年10月28日、ABCテレビ / 11月4日、テレビ朝日） - 佐藤 役
- さくらの親子丼2 第2話（2018年12月8日、東海テレビ・フジテレビ系） - 嶺井幸二郎 役
- 名探偵・明智小五郎 第2夜（2019年3月31日、テレビ朝日） - 近藤正義（VAMPIRE） 役
- おしい刑事 第2回（2019年5月12日、NHK BSプレミアム） - 野上龍二 役
- ニッポンノワール-刑事Yの反乱-（2019年10月13日 - 12月15日、日本テレビ） - 伊上龍治 役
- 月曜プレミア8 西村京太郎サスペンス 十津川警部の事件簿「悪夢」（2021年11月22日、テレビ東京） - 赤坂透 役
- TOKYO VICE（HBO Max・WOWOW） - ヒサシ 役
  - Season1 第4話（2022年4月14日、HBO Max / 5月15日、WOWOW）
  - Season2 第1話・第3話・第5話・第7話（2024年2月8日・15日・29日・3月14日、HBO Max / 4月6日・20日・5月4日・18日、WOWOW）

### 映画
- BECK（2010年9月4日公開、松竹） - 木村栄二 役
- 恋谷橋 La Vallee de l’amour（2011年11月12日公開、パル企画） - 圭太 役
- 映画 ST 赤と白の捜査ファイル（2015年1月10日公開、東宝） - 牧村真司 役
- デスノート Light up the NEW world（2016年10月29日公開、ワーナー・ブラザース映画） - 魅上照 役
- ピーチガール（2017年5月20日公開、松竹） - 岡安涼 役
- 仮面ライダーシリーズ（東映）
  - 仮面ライダー平成ジェネレーションズ FINAL ビルド&エグゼイドwithレジェンドライダー（2017年12月9日公開） - 氷室幻徳 役
  - 劇場版 仮面ライダービルド Be The One（2018年8月4日公開） - 氷室幻徳 / 仮面ライダーローグ 役[8]
  - 平成仮面ライダー20作記念 仮面ライダー平成ジェネレーションズ FOREVER（2018年12月22日公開） - 氷室幻徳 / 仮面ライダーローグ 役[9]
- 不能犯（2018年2月1日公開、ショウゲート） - 木島功 役
- あのコの、トリコ。（2018年10月5日公開、ショウゲート） - 酒井 役
- 前田建設ファンタジー営業部（2020年1月31日公開、バンダイナムコアーツ・東京テアトル） - デスラー総統 役

### オリジナルビデオ
- ROGUE（2018年3月28日 - 9月12日） - 主演・氷室幻徳 / ナイトローグ / 仮面ライダーローグ 役
- てれびくん超バトルDVD 仮面ライダープライムローグ（2018年10月） - 主演・氷室幻徳 / 仮面ライダープライムローグ 役
- ビルド NEW WORLD - 氷室幻徳 / 仮面ライダーローグ 役
  - ビルド NEW WORLD 仮面ライダークローズ（2019年4月24日）[10]
  - ビルド NEW WORLD 仮面ライダーグリス（2019年11月27日）[11]

### バラエティ
- The English Bar ～おとなの楽しい英語～（2016年4月2日 - 9月24日、BSフジ）

### CM
- モルソン・クアーズ・ジャパン「ZIMA」（2010年4月1日 - 6月30日）
- サントリー「角ハイボール」（2011年9月15日 - 2014年3月14日）

### PV
- MISIA「HOLIDAY」（2013年1月30日）
- RYUTist「君の胸に、Gunshot」（2024年2月7日）

### ゲーム
- 仮面ライダーバトル ガンバライジング（2017年9月7日、アーケード） - ナイトローグ / 仮面ライダーローグ 役
- 仮面ライダー シティウォーズ（2017年10月25日、Android・iOS） - ナイトローグ / 仮面ライダーローグ 役
- 仮面ライダー ブットバソウル（2019年1月7日、アーケード） - 仮面ライダーローグ / ナイトローグ 役
- 仮面ライダーバトル ガンバレジェンズ（2023年、アーケード） - ナイトローグ / 仮面ライダーローグ 役

### 雑誌
ファッション雑誌など掲載誌多数。